# 劳科
劳科（義大利語：Lauco），是意大利乌迪内省的一个市镇。总面积34.58平方公里，人口810人，人口密度23.4人/平方公里（2009年）。ISTAT代码为030047。